# Baurtregaum
Baurtregaum (irl. Barr Trí gCom, Szczyt trzech dolin) – szczyt w hrabstwie Kerry w południowo-zachodniej Irlandii. Najwyższy w paśmie Slieve Mish. Wznosi się na 851 m n.p.m., co czyni go 7. pod względem wysokości szczytem kraju.
Góra znajduje się we wschodniej części półwyspu Dingle. Na zachód od niej znajduje się szczyt Caherconree (835 m), na północ Scragg (657 m), a na zachodzie Glanbrack Mountain (664 m).
Nazwa pochodzi najprawdopodobniej od trzech dolin na stokach góry – Derrymore, Derryquay i Curraheen.